# Daniel Harding
Pour les articles homonymes, voir Harding.
Daniel Harding est un chef d'orchestre britannique, né le 31 août 1975 à Oxford.

## Biographie
Daniel Harding a étudié la trompette à l'École de musique de Chetham et a été membre du National Youth Orchestra à l'âge de 13 ans. À 17 ans, Harding a réuni un groupe de musiciens pour jouer le Pierrot lunaire d'Arnold Schoenberg, et a envoyé une bande magnétique du concert à Simon Rattle à Birmingham.
Il devient alors l'assistant de sir Simon Rattle à Birmingham, avant d'aller travailler avec Claudio Abbado et l'Orchestre philharmonique de Berlin.
S'étant déjà fait remarquer à Paris en 1995, en remplaçant Rattle au pied levé lors d'un concert de l'Orchestre symphonique de Birmingham au Théâtre du Châtelet, Daniel Harding dirige en 1998 une nouvelle production de Don Giovanni, signée Peter Brook, au Festival d'Aix-en-Provence, lors de la réouverture du Théâtre de l'Archevêché (en alternance avec Abbado).
Ses tempos très rapides, son sens du théâtre, son énergie font rapidement de lui un chef très demandé.
Directeur musical du Mahler Chamber Orchestra, il est nommé chef principal de l'Orchestre symphonique de la radio suédoise en 2006 et premier chef invité de l'Orchestre symphonique de Londres en 2007.
Il a été invité à diriger l'Orchestre national de France, l'Orchestre philharmonique de Vienne, l'Orchestre du Covent Garden, l'Orchestre symphonique de Chicago, l'Orchestre de la Bayerische Staatsoper, la Staatskapelle de Dresde…
Daniel Harding a été désigné Directeur musical de l'Orchestre de Paris pour 3 ans à partir de la saison 2016-2017. Il succède à Paavo Järvi. Il quitte cette fonction à la fin de juin 2019.
Après avoir obtenu une licence de pilote de ligne, Daniel Harding est copilote chez Air France depuis le printemps 2020. Il a pris pour cela un congé sabbatique pour toute la saison 2020-2021.
En mars 2023, il est nommé directeur musical de l'Orchestre de l'Académie nationale Sainte-Cécile de Rome à partir d'octobre 2024 .

## Répertoire
En décembre 2005, il ouvre la saison de la Scala de Milan avec une nouvelle production d'Idomeneo, de Mozart (mise en scène de Luc Bondy). Harding voue une grande passion à Gustav Mahler, dont il a dirigé plusieurs symphonies (et enregistré la no 4, chez Virgin Classics, avec la soprano Dorothea Röschmann), et plusieurs lieder (avec des solistes tels qu'Anna Larsson ou Peter Mattei).
Il reste toujours très fidèle au Festival d'Aix-en-Provence, qui l'a révélé. Depuis 1998, il y a dirigé les reprises du Don Giovanni de Mozart dans le spectacle de Brook, ainsi que The Turn of the Screw (Britten), la Traviata (Verdi), Eugène Onéguine (Tchaïkovski), Cosi fan tutte et la Flûte Enchantée, et en 2007 les Noces de Figaro (Mozart). Il réalise la création de La Chute de Fukuyama (2013) de Grégoire Hetzel et Camille de Toledo.